# شداد (اسم)
شداد هو اسم علم مذكر من أصل عربي، ومعناه هو صيغة مبالغة من «شديد»، وهوالشديد القوة الشجاع الأسد، وشداد بن الأوس (ت 58هـ) صحابي ولاه عمر إمارة حمص.

## شخصيات تحمل الاسم
- شداد بن أوس
- شداد بن الهاد الليثي
- شداد بن عاد (ملك عاد)

## وصلات خارجية
- موسوعة السلطان قابوس لأسماء العرب نسخة محفوظة 5 أبريل 2019 على موقع واي باك مشين.